# 새뮤얼 쿠포르
새뮤얼 오세이 쿠포르(영어: Samuel Osei Kuffour, 1976년 9월 3일~)는 가나의 은퇴한 축구 선수로, 현역 시절 수비수로 활약하였다. 강력한 피지컬로 알려져 있으며, 그는 FC 바이에른 뮌헨 소속으로 10년 이상을 보냈고, 그 기간 동안 250번에 가까운 공식 경기 출장을 기록하였고, 17개의 주요 타이틀을 획득하였다.
가나 올림픽 대표팀 소속으로 올림픽에 2회 참가하였고, 1992년 하계 올림픽에서 동메달을 획득했다. 가나 축구 국가대표팀 일원으로 2006년 FIFA 월드컵에 참여하였으며, 아프리카 네이션스컵에도 4차례 참여하였다.

## 클럽 경력
쿠마시 출신으로, 쿠포르는 인근 유소년 팀에서 축구를 시작하였고, 1991년에 15세의 나이로 유럽으로 이주해 토리노 FC로 이적하였다. 그는 1993년에 토리노에서 FC 바이에른 뮌헨으로 이적하였다. 1995-96 시즌에 1. FC 뉘른베르크에 임대된 후, 그는 바이에른 주전 자리를 꿰차는데 성공하였다.
쿠포르는 총 11시즌을 바이에른과 함께하였고, UEFA 챔피언스리그 2000-01 결승에 선발출장하여 팀의 우승에 보탰다. 그는 바이에른의 주축 선수로, 이후 2001년 인터콘티넨털컵 결승골을 기록하였고, 그는 경기 MVP로 선정되었다. 같은 해, 그는 아프리카 올해의 선수 2위를 차지하였고, 이는 1999년에도 달성하였다.
1999년 쿠포르는 UEFA 챔피언스리그 1998-99 "누캄프의 비극"이라 불리는 결승전에도 출장하였다. 결승 상대는 맨체스터 유나이티드 FC였는데, 뮌헨은 정규시간동안 압도적인 경기력을 보였으나, 인저리타임 막판에 통한의 2실점으로 패하였다. 그는 이 경기에서 분노에 땅을 쳤고, 이 행동은 바이에른 팬들의 공감대를 형성하도록 하였다. 그는 또한 챔피언스리그에 출전한 수비수들 중 최연소로 득점을 기록하였다. 그는 1994년 11월 2일, FC 스파르타크 모스크바 전에서 18세 61일의 나이로 득점하였고, 경기는 2-2로 종료되었다. 쿠포르는 총 60경기가 넘는 UEFA 챔피언스리그에 출장하여, 아프리카에서 가장 성공적인 선수들 중의 하나이다.
뮌헨에서의 11년간 175번의 분데스리가 경기에 출장한 후, 쿠포르는 2005년 여름에 바이에른을 떠났고, AS 로마로 자유 이적하여 3년 계약을 맺으며, 이탈리아에 복귀하였다. 그는 로마와의 첫 시즌에 21경기에 출장하였고, 시즌 중반에 아프리카 네이션스컵에 차출되었다. 2번째 시즌, 그는 UEFA 컵에 진출하고, 같은 세리에 A에 속한 AS 리보르노 칼초로 임대되었다.
2007년 8월, 쿠포르는 프리미어리그의 선덜랜드 AFC로부터 영구 계약과 트라이얼 제안을 받았다. 그러나, 트라이얼을 통과하는데 실패하였고, 로이 킨 감독은, 리버풀 FC와의 경기에서 패한 후, 그가 선덜랜드로 이적하지 않을 것임을 밝혔다.
2008년 1월 28일, AFC 아약스는 쿠포르와 6개월 계약을 하였고, 2시즌 영구계약 제안을 덧붙였다. 그는 기량 하락으로 방출되었고, AS 로마의 감독 루차노 스팔레티로부터 잉여 전력 취급을 받았고, 그에 따라 자유 계약 상태가 되었다.
같은해 8월, 쿠포르는 처음에 러시아 프리미어리그의 FC 힘키로 이적한 것으로 알려졌다. 그러나, 9월 10일, 그의 에이전트로부터 은퇴하였다는 소식을 전하였다. 쿠포르는 이 소식을 부인하였고, 축구를 계속하겠다는 의사를 밝혔다. 2009년 1월 26일, 그는 메이저 리그 사커의 시카고 파이어와 링크되었으며, 클럽 보드진은 그가 계약에 합의를 보겠다고 밝혔다.
2009년 4월, 쿠포르는 마침내 현역으로 돌아왔고, 이번에는 19년 만에 고향으로 돌아와 아산테 코토코 FC와 3개월 계약을 체결하였다. 이후, 3개월 계약이 끝난 후, 그는 은퇴를 선언하였다.

## 국가대표 경력
쿠포르는 13년간 가나 축구 국가대표팀의 일원이었다. 그는 1993년 11월 28일, 17세의 나이로 시에라리온 전에서 데뷔전을 치루었다. 그는 같은 시기에 모든 가나 축구 국가대표팀에서 활약하였던 적이 있다: 청소년팀, 올림픽팀, 성인팀. 그리고 그는 23세의 나이로 주장직을 맡게 되었다.
쿠포르는 청소년 대표팀 시절 불과 13세의 나이로 수비 재능을 인정받았다. 청소년 대표팀 시절, 그는 이탈리아에서 열린 1991년 FIFA U-17 월드컵의 우승 주역이었고, 일본에서 열린 1993년 FIFA U-17 월드컵의 준우승 주역이었다. 1993년 대회의 결승상대는 나이지리아였다. 청소년팀 시절, 그는 오스트레일리아에서 열린 1993년 FIFA U-20 월드컵에서 브라질에 밀려 준우승을 차지하였다.
올림픽에서 쿠포르는 16번째 생일을 앞두고 1992년 하계 올림픽에서 동메달을 획득하였다. 그는 4년 후의 올림픽에서도 8강 진출의 주역이 되었다.
쿠포르는 또한 2006년 FIFA 월드컵에도 가나 대표팀으로 활약하였다. 가나는 이 대회 처녀 출전으로, 가나, 체코, 미국과 더불어 죽음의 E조에 편성되었다. 쿠포르는 이탈리아와의 경기에 출전하였는데, 이 경기에서 실책을 범하여 0-2 패배의 주역이 된 그는, 나머지 3경기에 결장하였다. 가나는 결국 브라질과의 16강전에서 0-3으로 완패하여 탈락하였다.
2007년 1월 12일, 아프리카 축구 연맹은 쿠포르를 아프리카 축구의 최고 30인에 선정하였다.

## 수상

### 클럽
FC 바이에른 뮌헨
- UEFA 챔피언스리그
  - 우승: 2000-01
  - 준우승: 1998-99
- 인터콘티넨털컵: 2001
- 푸스볼-분데스리가: 1996–97, 1998–99, 1999–2000, 2000–01, 2002–03, 2004–05
- DFB-포칼
  - 우승: 1997–98, 1999–2000, 2002–03, 2004–05
  - 준우승: 1998–99
- 리가포칼: 1997, 1998, 1999, 2000, 2004

AS 로마
- 코파 이탈리아 준우승: 2005-06

### 국가대표팀
- FIFA U-17 월드컵:
  - 우승: 1991
  - 준우승: 1993
- 하계 올림픽 동메달: 1992
- FIFA U-20 월드컵 준우승: 1993

### 개인
- 아프리카 올해의 축구 선수 2위: 1999, 2001
- 발롱도르 후보: 2001
- FIFA 올스타 수비수
- 아프리카 축구의 최고 30인
- BBC 아프리카 올해의 축구 선수: 2001
- 가나 올해의 축구 선수: 1998, 1999, 2001
- 최연소 올림픽 축구 메달리스트 (15세 11개월 4일)
- 최연소 UEFA 챔피언스리그 득점 수비수 (18세 61일, FC 바이에른 뮌헨 2-2 FC 스파르타크 모스크바, 1994년 11월 2일)
- UEFA 챔피언스리그 최다 출장 아프리카인
- 가나 올해의 스포츠 인사: 2001

## 개인사
2003년, 쿠포르는 BBC의 '하트 앤 소울' (Heart and Soul) 다큐멘터리에 대한 인터뷰를 하였으며, 그는 은퇴 후 성직자가 되겠다고 밝혔다. 인터뷰에서 그는 또한, 그가 기도하는 것에서 몇 독일 선수들이 놀란 것에 대하여 말하였으며, 뮌헨 시절 가나의 동료 기독교도의 응원을 받은 것에 대해서도 언급하였다.
같은 인터뷰에서, 쿠포르는 그의 딸, 고다이바가 1월에 사망한 것에 대해서도 소재로 다루었다. 그는 기독교에 대한 믿음이 미래의 난관을 이겨내는데 도움을 주었다고 하였다.